# Аш-Шабаб (Ер-Ріяд)
Футбольний клуб «Аш-Шабаб» або просто «Аш-Шабаб» араб. نادي الشباب السعودي — саудівський футбольний клуб з міста Ер-Ріяд, який виступає в Саудівській Прем'єр-лізі.

## Досягнення
- Саудівська Прем'єр-ліга:
  -  Чемпіон (6): 1990–91, 1991–92, 1992–93, 2003–04, 2005–06, 2011–12
    -  Віце-чемпіон (6): 1981–82, 1984–85, 1988–89, 1997–98, 2004–05, 2020-21

- Королівський кубок Саудівської Аравії:
  -  Володар (3): 2007-08, 2008-09, 2013-14
    -  Фіналіст (3): 1968-69, 1979-80, 2012-13

- Кубок наслідного принца Саудівської Аравії:
  -  Володар (3): 1993, 1996, 1999
    -  Фіналіст (4): 1992, 1994, 2000, 2009

- Суперкубок Саудівської Аравії:
  -  Володар (1): 2014

- Кубок Саудівської Федерації футболу:
  -  Володар (4): 1988, 1989, 2009, 2010
    -  Фіналіст (2): 1999, 2000

- Перший дивізіон Чемпіонату Саудівської Аравії :
  -  Чемпіон (1): 1979

- Кубок володарів кубків Азії: 
  -  Чемпіон (1): 2001

- Арабська Ліга чемпіонів:
  -  Чемпіон (2): 1992, 1999

- Арабський Суперкубок:
  -  Чемпіон (2): 1996, 2001

- Клубний Гульф Кубок Чемпіонів:
  -  Чемпіон (2): 1993, 1994

## Відомі тренери
| - Махмуд Абу-Регайла (1970–71) - Луїс Феліпе Сколарі (1984–85) - Жаїр Перейра да Сільва (1986) - Жуберт Луїш Мейра (1987) - Лорі Сандрі (1989) - Паулу Луїш Кампуш (1990–91) - Лорі Сандрі (1992) - Еугеніу Мачаду Соуту (1993) - Іво Вортманн (1994) - Жан Фернандес (1996–97) - Жозе Оскар Бернарді (1998) - Жоау Аугушту Алвеш (1998–99) - Жоау Франсішку (1999) - Артур Бернардеш (2001–02) - Зе Маріо (1 липня 2004 – 30 червня 2006) - Даніель Ромео (2005–06) - Ахмед Аль-Алайлані (2006) - Умберту Коелью (2006–07) | - Жозе Морайш (2007) - Енцо Троссеро (1 липня 2007–08) - Нері Пумпідо (1 липня 2008 – 31 грудня 2008) - Енцо Троссеро (2008 – 30 червня 2009) - Жаймі Пашеку (13 липня 2009 – 15 квітня 2010) - Едгар Феррейра (в.о.) - Хорхе Фоссаті (1 липня 2010 – 31 грудня 2010) - Енцо Троссеро (1 січня 2011 – 30 червня 2011) - Мішель Прюдомм (1 липня 2011 – 19 вересня 2013) - Еміліо Феррера (20 вересня 2013 – 23 січня 2014) - Аммар Суая (в.о.) - Жозе Морайш (6 червня 2014–14) - Райнхард Стампф (2014–15) - Жаймі Пашеку (2015) - Адель Абдурахман (в.о.) - Альваро Гуттієрес (2015 – 3 січня 2016) - Фатхі аль-Джабаль (3 січня 2016 – ) |